# Spoorlijn Ratingen West - Wülfrath
De spoorlijn Ratingen West - Wülfrath was een Duitse spoorlijn en was als spoorlijn 2404 onder beheer van DB Netze.

## Geschiedenis
Het traject werd geopend op 28 mei 1903. In 1952 werd het personenvervoer opgeheven, thans is er alleen goederenvervoer naar de vestiging van Rheinkalk in Wülfrath.

## Aansluitingen
In de volgende plaatsen is of was er een aansluiting op de volgende spoorlijnen:
Ratingen West
DB 2324, spoorlijn tussen Mülheim-Speldorf en Niederlahnstein
Aansluiting Anger
DB 2405, spoorlijn tussen aansluiting Tiefenbroich en aansluiting Anger
Wülfrath
DB 2724, spoorlijn tussen Oberdüssel en Kettwig-Stausee

## Literatuur

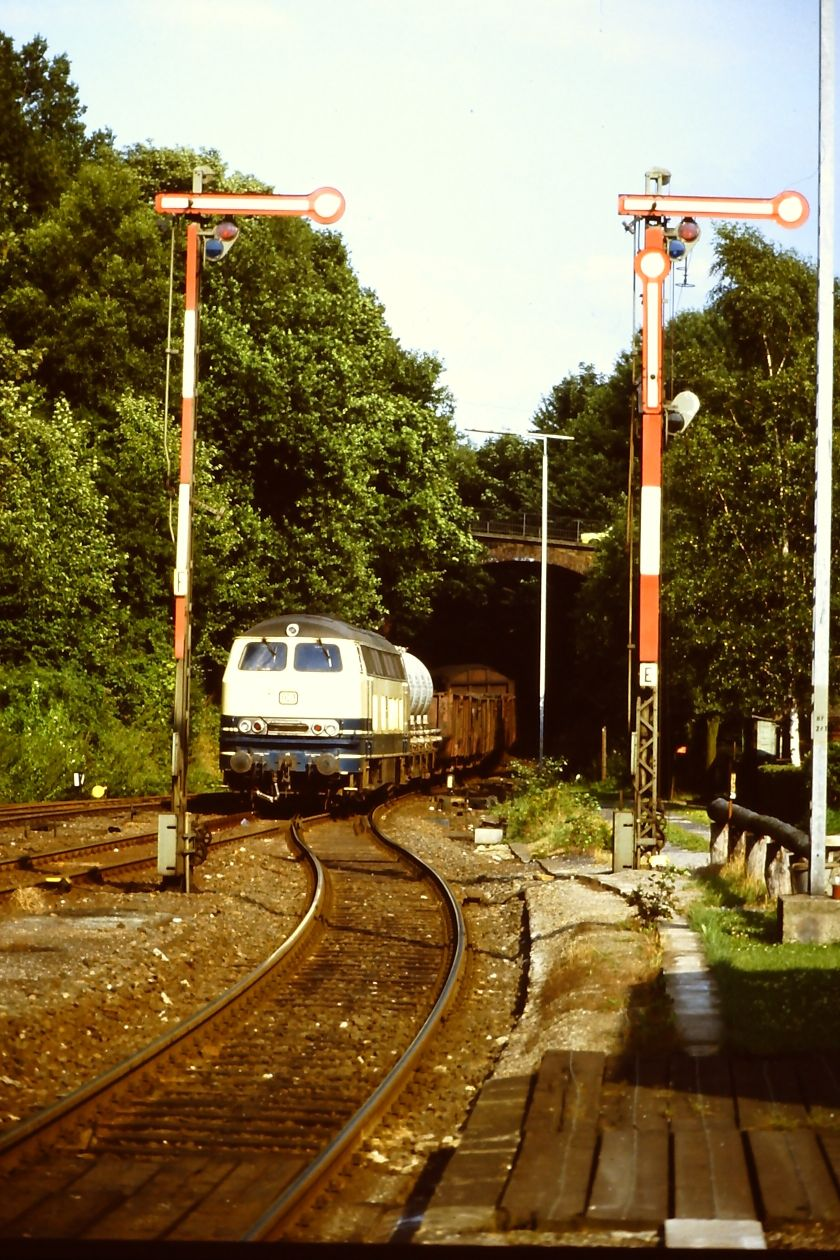
Goederentrein bij Hofermühle